# Heterostegane sciara
Heterostegane sciara là một loài bướm đêm trong họ Geometridae.